# Poste restante
Poste restante is een aanduiding op een poststuk die aangeeft dat de brief op het postkantoor bewaard moet worden tot de geadresseerde hem komt ophalen. Er zijn enkele redenen om hiervan gebruik te maken:
- De geadresseerde heeft geen vast adres waar post wordt bezorgd.
- De geadresseerde weet nog niet wat zijn adres is (bijvoorbeeld een reiziger die pas bij aankomst op zoek gaat naar een hotel).
- De geadresseerde wil niet dat zijn huisgenoten de brief vinden.
- De geadresseerde wil niet dat de afzender zijn adres kent.

## Adressering en bewaring
Op het poststuk schrijft men de naam van de persoon die het komt ophalen, en als adres "Poste restante" met het adres (vaak een postbus) van het postkantoor. Wordt de brief niet binnen een redelijke termijn opgehaald (in Nederland een maand), dan wordt hij teruggestuurd naar de afzender.
In België moet voor poste restante € 1,50 per poststuk betaald worden.

## Noot
1. ↑  Post naar iemand zonder vaste woon- of verblijfplaats, februari 2020
2. ↑  https://web.archive.org/web/20120327031840/http://www.bpost.be/site/nl/residential/letters-cards/receive/poste_restante.html